# 黑池站
黑池站（法語：Étangs Noirs）是布鲁塞尔地铁1号线和5号线的车站，位于比利时布鲁塞尔首都大区库克尔贝赫和圣扬斯-莫伦贝克交界处。

## 名称
该站位于黑池广场下方，因而得名。